# 昭和天覧試合

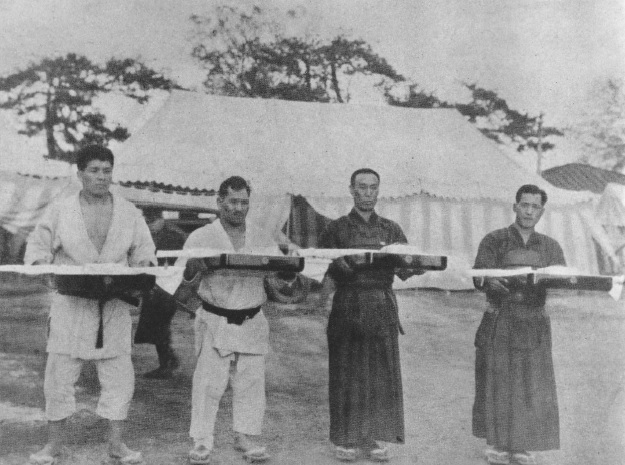
御大礼記念天覧武道大会（1929年）の優勝者

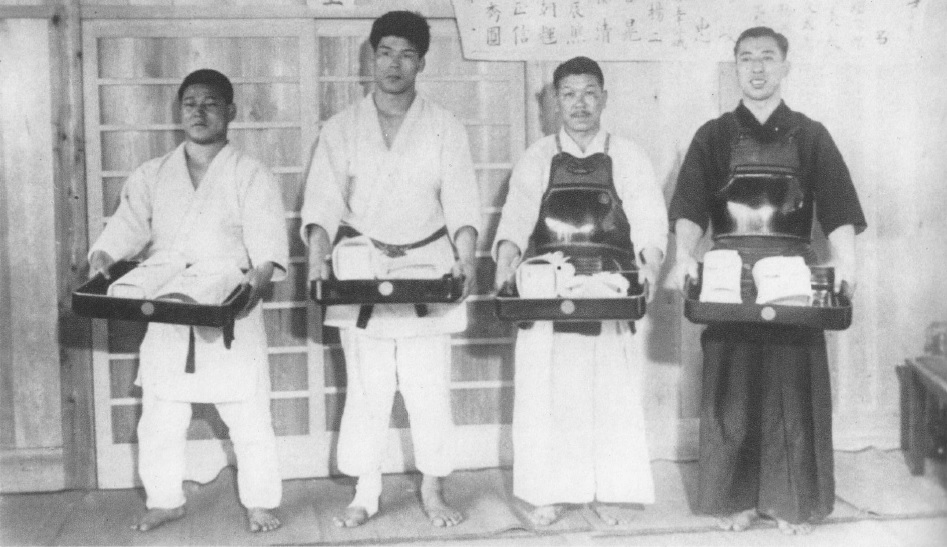
皇太子殿下御誕生奉祝天覧武道大会（1934年）の優勝者

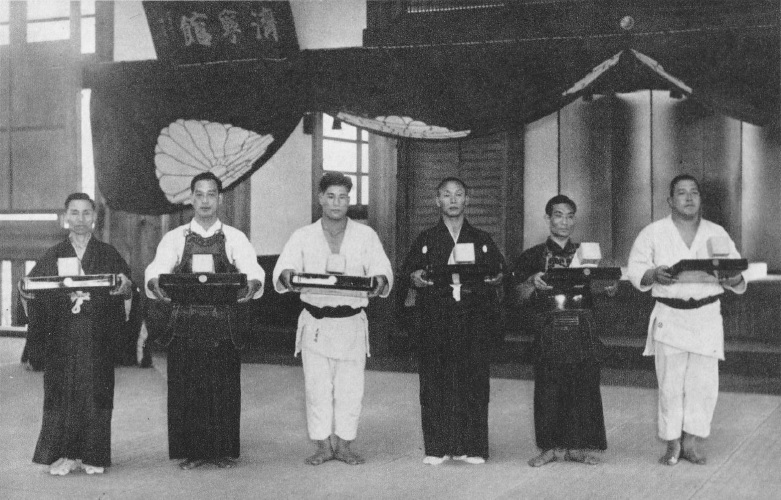
紀元二千六百年奉祝天覧武道大会（1940年）の優勝者

昭和天覧試合（しょうわてんらんじあい）は、昭和初期に開催された武道の天覧試合である。以下の大会がある。
- 第1回　昭和4年（1929年） 御大礼記念天覧武道大会
- 第2回　昭和9年（1934年） 皇太子殿下御誕生奉祝天覧武道大会
- 第3回　昭和15年（1940年） 紀元二千六百年奉祝天覧武道大会

## 概要
明治、大正期にも宮内省済寧館や皇室の邸宅において武道の天覧試合、台覧試合は行われたが、華族や官吏など限られた者だけが出場する試合であった。昭和天覧試合は広く国民を対象として挙国的に行われ、戦前の武道史上最大の催事となった。
種目は剣道と柔道の他、第3回（紀元二千六百年奉祝天覧武道大会）では弓道も加わった。各武道の試合は府県選士の部と指定選士の部に大別され、前者は各府県及び外地から「斯道の専門家を除く」という条件の下、予選を以て各一名の代表者が選ばれた。後者は実力、人格共に優秀な者（専門家）を、指定選士詮衡委員会の選考に基づき宮内省が直接に指定した。天覧試合に出場することは当時の武道家の最高の栄誉とされ、選士は大いに緊張するとともに奮い立った。
試合の組合せは、可能な限り公平、正確な方法が考案された結果、まず抽選によって複数のブロックに分かれて総当たり戦（リーグ戦）を行い、各ブロックの1位となった者が勝ち残り式（トーナメント戦）によって優勝を争う形式とされた。順位を競う大会は当時の武道界では画期的であり、武道が競技（選手権大会）として確立するきっかけとなった。
柔道は明治神宮競技大会柔道競技のものでも講道館のものでも大日本武徳会のものでもない試合審判規程で行われた。ベースは明治神宮競技大会柔道乱取審判規程。
- 三人審判制
- 引き分け全廃
- 固技への見込み一本なし
- 下からの三角絞、腕挫三角固全面禁止
- 足挟禁止[3]
- 肘関節技の時、肩関節が極まってもよい
- 双手刈や引込返の帯取返[4][5]への規制緩和[6]
- 膝行や猪木アリ状態禁止
- 掛け逃げ禁止
- 負けまいとするための長時間の帯掴みや片襟片袖規制
- 専ら負けまいとするための動作禁止
- 固技で帯や襟に足を掛けること禁止
- 顔に足を掛けること禁止
- 絞技に対し指を取ること禁止

大会は宮内省皇宮警察部が主催した。昭和天皇のほか皇族、大臣、陸海軍大将、警視総監、府県知事、貴族院議員、衆議院議員などの要人が臨席し、陪観を許可された者千数百名が列席した。大会の結果は大きく報道され、国民の注目を集めた。参加選士全員に記念章が授与され、優勝選士には宮内大臣から短刀並びに銀盃が授与された。

## 御大礼記念天覧武道大会
昭和4年（1929年）5月4日-5日、昭和天皇即位の礼（御大礼）を記念し、皇居内旧三の丸覆馬場及び済寧館において開催された。

### 剣道

#### 形の演武
- 大日本帝国剣道形

打太刀　範士　高野佐三郎
仕太刀　範士　中山博道

#### 府県選士の部
各府県及び外地の代表者51名が出場した。8ブロックに分かれて総当たり戦（リーグ戦）を行い、各ブロックの勝者が勝ち残り式（トーナメント戦）で優勝を争った。準々決勝から天覧を受けた。
- 準々決勝
  - 本多勘次郎（千葉）　メ　－　河合堯晴（茨城）
  - 畑生武雄（関東州）　メ　－　菅原茂夫（愛知）
  - 北見庸蔵（樺太）　メコ　－　メ　南潔（兵庫）
  - 横山永十（福島）　コ　－　森田可夫（愛媛）

- 準決勝
  - 畑生武雄（関東州）　ドド　－　本多勘次郎（千葉）
  - 横山永十（福島）　ドド　－　メ　北見庸蔵（樺太）

- 決勝　審判員 - 中山博道（表）、川崎善三郎（裏）、矢野勝治郎（控）
  - 横山永十（福島）　ココ　－　ド　畑生武雄（関東州）

| 順位   | 府県   | 氏名     | 年齢 | 称号       | 職業                 | 備考 |
| ------ | ------ | -------- | ---- | ---------- | -------------------- | ---- |
| 優勝   | 福島県 | 横山永十 | 23   | 三段       | 福島高等商業学校学生 |      |
| 準優勝 | 関東州 | 畑生武雄 | 31   | 精錬証五段 | 南満洲電気社員       |      |

#### 指定選士の部
指定選士詮衡委員（川崎善三郎、高野佐三郎、高橋赳太郎、内藤高治、中山博道、門奈正各範士）の選考に基づき宮内省が指定した選士32名が出場した。8ブロックに分かれて総当たり戦（リーグ戦）を行い、各ブロックの勝者が勝ち残り式（トーナメント戦）で優勝を争った。
- 準々決勝
  - 大麻勇次　ココ　－　メ　小川金之助
  - 高野茂義　コメ　－　堀田捨次郎
  - 持田盛二　ドコ　－　コ　古賀恒吉
  - 植田平太郎　メド　－　ド　堀正平

- 準決勝
  - 高野茂義　メコ　－　コ　大麻勇次
  - 持田盛二　コツ　－　コ　植田平太郎

- 決勝　審判員 - 高野佐三郎（表）、高橋赳太郎（裏）、門奈正（控）
  - 持田盛二　コド　－　高野茂義

| 順位   | 氏名     | 年齢 | 称号 | 職業                 | 備考 |
| ------ | -------- | ---- | ---- | -------------------- | ---- |
| 優勝   | 持田盛二 | 45   | 範士 | 朝鮮総督府警務局師範 |      |
| 準優勝 | 高野茂義 | 53   | 範士 | 南満州鉄道師範       |      |

### 柔道

#### 府県選士の部
49名が出場した。4~5名ずつ12ブロックに分かれて総当たり戦（リーグ戦）を行い、各ブロックの勝者3名ずつが4ブロックに分かれて再び総当たり戦（リーグ戦）を行い、各ブロックの勝者4名が勝ち残り式（トーナメント戦）で優勝を争った。
- 準決勝
  - 木原久夫（福岡）　大腰　　－　山川渉（大阪）
  - 島崎朝輝（滋賀）　優勢勝　－　吉田四一（兵庫）

- 決勝
  - 木原久夫（福岡）　跳腰　－　島崎朝輝（滋賀）

| 順位   | 府県   | 氏名     | 年齢 | 称号 | 職業             | 備考 |
| ------ | ------ | -------- | ---- | ---- | ---------------- | ---- |
| 優勝   | 福岡県 | 木原久夫 | 23   | 四段 | 八幡製鉄職員     |      |
| 準優勝 | 滋賀県 | 島崎朝輝 | 24   | 四段 | 武道専門学校学生 |      |

#### 指定選士の部
32名が出場した。8ブロックに分かれて総当たり戦（リーグ戦）を行い、各ブロックの勝者が勝ち残り式（トーナメント戦）で優勝を争った。
- 準々決勝
  - 佐藤金之助　崩上四方固　－　尾形源治
  - 阿部英児　小内刈　－　岡野幹雄
  - 牛島辰熊　内股　　－　柏原俊一
  - 栗原民雄　横四方固 －　大島耐二

- 準決勝
  - 牛島辰熊　優勢勝　－　佐藤金之助
  - 栗原民雄　優勢勝　－　阿部英児

- 決勝
  - 栗原民雄　優勢勝　－　牛島辰熊

| 順位   | 氏名     | 年齢 | 称号 | 職業                 | 備考 |
| ------ | -------- | ---- | ---- | -------------------- | ---- |
| 優勝   | 栗原民雄 | 34   | 六段 | 武道専門学校教授     |      |
| 準優勝 | 牛島辰熊 | 26   | 五段 | 熊本医科大学柔道教師 |      |

## 皇太子殿下御誕生奉祝天覧武道大会

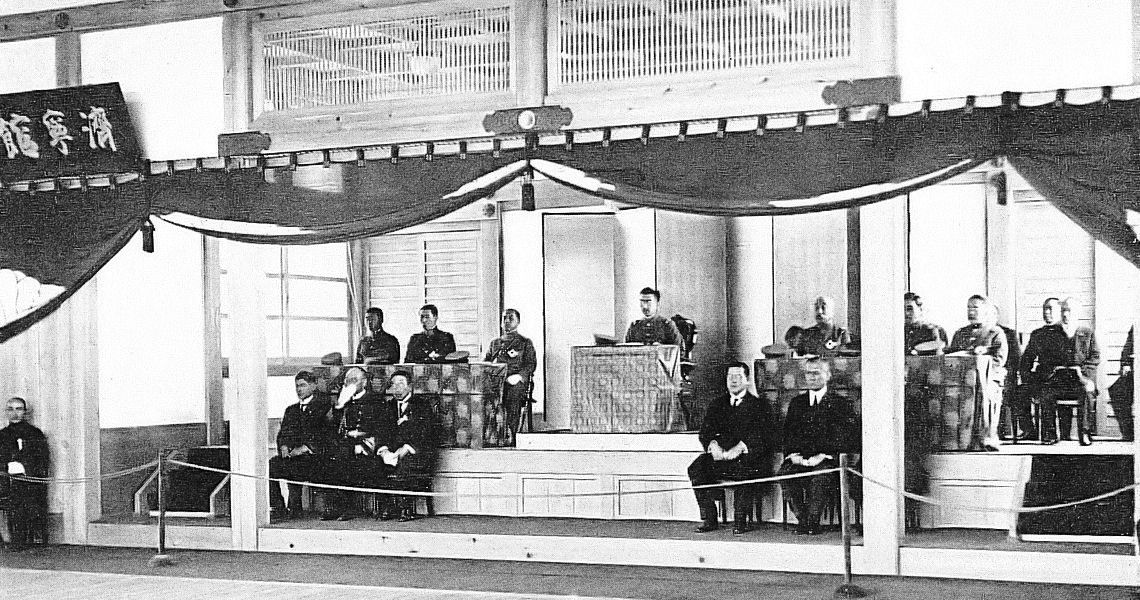
済寧館の玉座で観戦する昭和天皇

昭和9年（1934年）5月4日-5日、継宮明仁親王の誕生を祝い、皇居内済寧館で開催された。

### 剣道

#### 形の演武
- 大日本帝国剣道形

打太刀　範士　高野佐三郎
仕太刀　範士　中山博道

#### 府県選士の部
各府県及び外地の代表者51名が出場した。12ブロックに分かれて総当たり戦（リーグ戦）を行い、各ブロックの勝者を決め、さらに4ブロックに分かれて総当たり戦によって勝者を決め、4名が勝ち残り式（トーナメント戦）で優勝を争った。
- 準決勝　審判員 - 高野茂義（表）、中野宗助（裏）、持田盛二（裏）
  - 藤本薫（香川）　メコ　－　小笠原二郎（青森）
  - 野間恒（東京）　メド　－　コ　瀬下喜一（神奈川）

- 決勝　審判員 - 中山博道（表）、小川金之助（裏）、斎村五郎（裏）
  - 野間恒（東京）　メド　－　ド　藤本薫（香川）

| 順位   | 府県   | 氏名   | 年齢 | 称号         | 職業       | 備考                             |
| ------ | ------ | ------ | ---- | ------------ | ---------- | -------------------------------- |
| 優勝   | 東京府 | 野間恒 | 26   | 錬士六段相当 | 出版業     | 東京府予選決勝で従弟森寅雄を下す |
| 準優勝 | 香川県 | 藤本薫 | 21   | 三段         | 通信事務員 | 逆二刀                           |

#### 指定選士の部
指定選士詮衡委員（高野佐三郎、持田盛二、中山博道、斎村五郎、小川金之助、植田平太郎各範士）の選考に基づき宮内省が指定した選士16名が出場した。前回の天覧試合で範士に優勝試合を行わせたことに対し相当の批判があったため、本大会では指定選士は教士とされた。4ブロックに分かれて総当たり戦（リーグ戦）を行い、各ブロックの勝者が勝ち残り式（トーナメント戦）で優勝を争った。
- 準決勝　審判員 - 高野茂義（表）、中野宗助（裏）、持田盛二（裏）
  - 山本忠次郎　メド　－　コ　江口卯吉
  - 白土留彦　メメ　－　ド　宮崎茂三郎

- 決勝　審判員 - 中山博道（表）、小川金之助（裏）、斎村五郎（裏）
  - 山本忠次郎　コメ　－　ド　白土留彦

| 順位   | 氏名       | 年齢 | 称号 | 職業                         | 備考 |
| ------ | ---------- | ---- | ---- | ---------------------------- | ---- |
| 優勝   | 山本忠次郎 | 46   | 教士 | 皇宮警察、警視庁、鉄道省師範 |      |
| 準優勝 | 白土留彦   | 47   | 教士 | 皇宮警察、陸軍士官学校師範   |      |

#### 特選試合
特選試合は模範試合とされ、勝敗はつけなかった。
銃剣術
陸軍から選出された軍人2名が出場した。三木五郎陸軍中佐が検証を務めた。
- 杉野巌（銃剣術教士、陸軍歩兵少佐）　－　池田栄之助（銃剣術教士、陸軍歩兵少佐）

剣道
範士8名が出場した。高野佐三郎が検証を務めた。
- 植田平太郎　－　大島治喜太
- 小川金之助　－　持田盛二
- 中野宗助　－　斎村五郎
- 中山博道　－　高野茂義

#### 掛かり稽古
青少年に対する正しい掛かり稽古の指導が実演された。青少年は東京府知事の推薦によって大学学生、高等専門学校生徒、中等学校生徒、小学校児童から各1名が選ばれ出場した。
| 氏名       | 年齢 | 称号       | 職業 | 備考 |
| ---------- | ---- | ---------- | --- | ---- |
| 大島治喜太 | 46   | 範士       | 国士舘専門学校教授、警視庁、皇宮警察、東京帝国大学、陸軍士官学校、陸軍戸山学校、海軍横須賀鎮守府、法政大学等師範 |      |
| 常富二男   | 26   | 三段       | 東京帝国大学法学部2年生                                                                                          |      |
| 小林千夫   | 21   | 三段       | 国士舘専門学校剣道部4年生                                                                                        |      |
| 平野五郎   | 21   | 二段       | 豊島師範学校本科一部5年生                                                                                        |      |
| 大島正喜   | 12   | 少年部一級 | 荒川尋常小学校6年生                                                                                              |      |

### 柔道

#### 形の演武
- 講道館投の形

捕　範士、講道館九段　山下義韶
受　教士、講道館七段　村上邦夫

#### 府県選士の部
各府県及び外地の代表者51名が出場した。12ブロックに分かれて総当たり戦（リーグ戦）を行い、各ブロックの勝者を決め、さらに4ブロックに分かれて総当たり戦によって勝者を決め、4名が勝ち残り式（トーナメント戦）で優勝を争った。
- 準決勝　審判員 - 永岡秀一（主）、三船久蔵、田畑昇太郎
  - 平田良吉（京都）　袈裟固　－　太田富夫（福井）
  - 村田与吉（東京）　優勢勝　－　杉山穣（茨城）

- 決勝　審判員 - 磯貝一（主）、飯塚国三郎（控）、佐村嘉一郎（控）
  - 平田良吉（京都）　優勢勝　－　村田与吉（東京）

| 順位   | 府県   | 氏名     | 年齢 | 称号     | 職業                   | 備考 |
| ------ | ------ | -------- | ---- | -------- | ---------------------- | ---- |
| 優勝   | 京都府 | 平田良吉 | 25   | 錬士五段 | 武道専門学校学生       |      |
| 準優勝 | 東京府 | 村田与吉 | 32   | 錬士五段 | 警視庁本富士警察署助教 |      |

#### 指定選士の部
16名が出場した。4ブロックに分かれて総当たり戦（リーグ戦）を行い、各ブロックの勝者が勝ち残り式（トーナメント戦）で優勝を争った。
- 準決勝　審判員 - 永岡秀一（主）、三船久蔵、田畑昇太郎
  - 大谷晃　一本背負投　－　緒方峻
  - 神田久太郎　肩車　－　山本正信

- 決勝　審判員 - 磯貝一（主）、飯塚国三郎（控）、佐村嘉一郎（控）
  - 大谷晃　一本背負投　－　神田久太郎

| 順位   | 氏名       | 年齢 | 称号             | 職業                 | 備考 |
| ------ | ---------- | ---- | ---------------- | -------------------- | ---- |
| 優勝   | 大谷晃     | 29   | 教士、講道館五段 | 樺太庁警察部柔道教師 |      |
| 準優勝 | 神田久太郎 | 38   | 教士、講道館六段 | 関東庁柔道教師       |      |

#### 特選乱取
- 栗原民雄　－　工藤一三
- 三船久蔵　－　田畑昇太郎
- 飯塚国三郎　－　佐村嘉一郎
- 磯貝一　－　永岡秀一

#### 掛かり稽古
| 氏名       | 年齢 | 称号             | 職業                                 | 備考 |
| ---------- | ---- | ---------------- | ------------------------------------ | ---- |
| 半田義麿   | 52   | 教士、講道館七段 | 講道館無段者、少年部、女子部指導主任 |      |
| 鈴木俊夫   | 24   | 二段             | 中央大学法学部2年生                  |      |
| 秋元得二   | 17   | 初段             | 日本大学付属中学校5年生              |      |
| 河村文四郎 | 14   | 一級             | 青山高等小学校1年生                  |      |
| 茂木圭介   | 9    | 五級             | 下谷西町尋常小学校3年生              |      |

## 紀元二千六百年奉祝天覧武道大会
昭和15年（1940年）6月18日-20日、神武天皇即位紀元2600年を祝い、皇居内済寧館で開催された。本大会は弓道も実施された。

### 剣道

#### 形の演武
- 大日本帝国剣道形

打太刀　範士　高野佐三郎
仕太刀　範士　中山博道
- 長谷川英信流居合

範士　中山博道

#### 府県選士の部
各府県及び外地の代表者52名が出場した。16ブロックに分かれて総当たり戦（リーグ戦）を行い、各ブロックの勝者が勝ち残り式（トーナメント戦）で優勝を争った。準決勝から天覧を受けた。
- 準決勝
  - 萱場照雄（宮城）　メメ　－　吉岡真吾（愛媛）
  - 望月正房（東京）　メメ　－　竹下義章（鹿児島）

- 決勝　審判員 - 持田盛二（表）、斎村五郎（裏）
  - 望月正房（東京）　ツコ　－　ド　萱場照雄（宮城）

| 順位   | 府県   | 氏名     | 年齢 | 称号     | 職業           | 備考   |
| ------ | ------ | -------- | ---- | -------- | -------------- | ------ |
| 優勝   | 東京府 | 望月正房 | 28   | 錬士四段 | 講談社社員     |        |
| 準優勝 | 宮城県 | 萱場照雄 | 31   | 五段     | 宮城県警察官吏 | 逆二刀 |

#### 指定選士の部
指定選士詮衡委員（高野佐三郎、中山博道、島谷八十八、小川金之助、持田盛二、斎村五郎、植田平太郎各範士）の選考に基づき宮内省が指定した選士32名が出場した。8ブロックに分かれて総当たり戦（リーグ戦）を行い、各ブロックの勝者が勝ち残り式（トーナメント戦）で優勝を争った。
- 準決勝
  - 増田真助　メメ　－　メ　大森小四郎
  - 津崎兼敬　コメ　－　小野十生

- 決勝　審判員 - 高野茂義（表）、小川金之助（裏）
  - 増田真助　ココ　－　津崎兼敬

| 順位   | 氏名     | 年齢 | 称号 | 職業                                 | 備考 |
| ------ | -------- | ---- | ---- | ------------------------------------ | ---- |
| 優勝   | 増田真助 | 40   | 教士 | 講談社師範                           |      |
| 準優勝 | 津崎兼敬 | 45   | 教士 | 武道専門学校教授、宮内省京都地方師範 |      |

#### 特選試合
特選試合は模範試合とされ、勝敗はつけなかった。
銃剣術
陸軍から選出された軍人2名が出場した。
- 引地俊二（銃剣術教士、陸軍歩兵中佐）　－　森永清（銃剣術教士、陸軍歩兵少佐）

剣道対銃剣術異種試合
- 宮崎茂三郎（剣道範士）　－　伊藤精司（銃剣術範士、予備陸軍少将）

剣道
範士8名が出場した。
- 大麻勇次　－　堀田捨次郎
- 植田平太郎　－　渡辺栄
- 持田盛二　－　中野宗助
- 小川金之助　－　斎村五郎

#### 篤志家試合
長年地方において私財を投じて剣道を振興した人物による試合が行われた。中山博道、伊藤精司が審判員を務めたが、勝敗はつけなかった。
| 府県   | 氏名       | 年齢 | 称号 | 職業               | 備考 |
| ------ | ---------- | ---- | ---- | ------------------ | ---- |
| 愛媛県 | 藤田新治   | 65   | 教士 | 農業、会社重役     |      |
| 群馬県 | 本間千代吉 | 53   | 教士 | 農業、元貴族院議員 |      |
| 埼玉県 | 繁田誠一   | 48   | 教士 | 製茶、販売業       |      |
| 愛媛県 | 山中義貞   | 44   | 教士 | 農業、会社重役     |      |

### 柔道

#### 形の演武
- 古式の形

捕　範士　永岡秀一
受　範士　磯貝一

#### 府県選士の部
各府県及び外地の代表者が出場した。16ブロックに分かれて総当たり戦（リーグ戦）を行い、各ブロックの勝者が勝ち残り式（トーナメント戦）で優勝を争った。
- 準決勝
  - 藤原勇（東京）　跳巻込　－　久保武雄（福岡）
  - 松本安市（京都）　優勢勝　－　阿部正幸（樺太）

- 決勝
  - 藤原勇（東京）　優勢勝　－　松本安市（京都）

| 順位   | 府県   | 氏名     | 年齢 | 称号       | 職業                 | 備考 |
| ------ | ------ | -------- | ---- | ---------- | -------------------- | ---- |
| 優勝   | 東京府 | 藤原勇   | 30   | 錬士、五段 | 警視庁築地警察署助教 |      |
| 準優勝 | 京都府 | 松本安市 | 23   | 四段       | 武道専門学校学生     |      |

#### 指定選士の部
指定選士32名が、最初から勝ち残り式（トーナメント戦）で優勝を争った。
- 準決勝
  - 石川隆彦　優勢勝　－　平田良吉
  - 木村政彦　大外刈　－　広瀬巌

- 決勝
  - 木村政彦　背負投[9]または一本背負投[10][9]　－　石川隆彦

| 順位   | 氏名     | 年齢 | 称号 | 職業               | 備考 |
| ------ | -------- | ---- | ---- | ------------------ | ---- |
| 優勝   | 木村政彦 | 24   | 五段 | 拓殖大学学生       |      |
| 準優勝 | 石川隆彦 | 24   | 五段 | 国士舘専門学校教師 |      |

### 弓道
弓道の部については試合ではなく演武と称された。１回の演武で一手（２射）行射し、１２名の審査員による採点制（2,400満点）で得点上位者が次回演武に進む方式で行われた。府県選士の部は52名が出場し、第４回演武の高得点者3名が、指定選士の部は32名が出場し、第３回目演武の高得点者3名が大会第３日目の天覧演武に出場した。
審査員は、鱸重康、千葉胤次、三輪善輔、酒井彦太郎、堀田義次郎、浦上栄、小澤瀇、小西武次郎、広瀬実光、大島翼、渡辺昇吾、大内義一各範士。
演武に先立ち千葉範士の矢渡が、各演武の前後には審査員（三輪、酒井、堀田、浦上、広瀬、大島、渡辺、大内各範士）の礼射が行われた。また、弓道篤志家演武として松井憲之教士（熊本県）の演武が行われた。
大会三日目の天覧演武は以下の通り。

#### 礼射
前弓　範士　鱸重康
後弓　範士　千葉胤次

#### 府県選士の部
| 順位 | 的中 | 得点  | 府県     | 氏名     | 年齢 | 称号     | 職業                 | 備考     |
| ---- | ---- | ----- | -------- | -------- | ---- | -------- | -------------------- | -------- |
| 1    | 皆中 | 1,257 | 長野県   | 牧田闊   | 49   | 錬士四段 | 松本市旭町小学校校長 | 最優秀者 |
| 2    | 皆中 | 1,218 | 埼玉県   | 中島義人 |      | 錬士四段 | 歯科医               |          |
| 3    | １中 | 1,116 | 鹿児島県 | 寺師高雄 |      | 四段     | 門司鉄道局車掌       |          |

#### 指定選士の部
| 順位 | 的中 | 得点  | 氏名     | 年齢 | 称号 | 職業                           | 備考   |
| ---- | ---- | ----- | -------- | ---- | ---- | ------------------------------ | ------ |
| 1    | 皆中 | 1,241 | 波呂伊助 | 53   | 教士 | 大日本武徳会福岡支部弓道教師   | 優秀者 |
| 2    | 皆中 | 1,186 | 種子島敬 | 33   | 教士 | 大日本武徳会鹿児島支部弓道教師 |        |
| 3    | 無中 | 509   | 飯野喜理 | 62   | 教士 | 日本射徳会副会長               |        |

#### 特選演武
範士　神永政吉
範士　森真
範士　石原七蔵